# Jay Triano

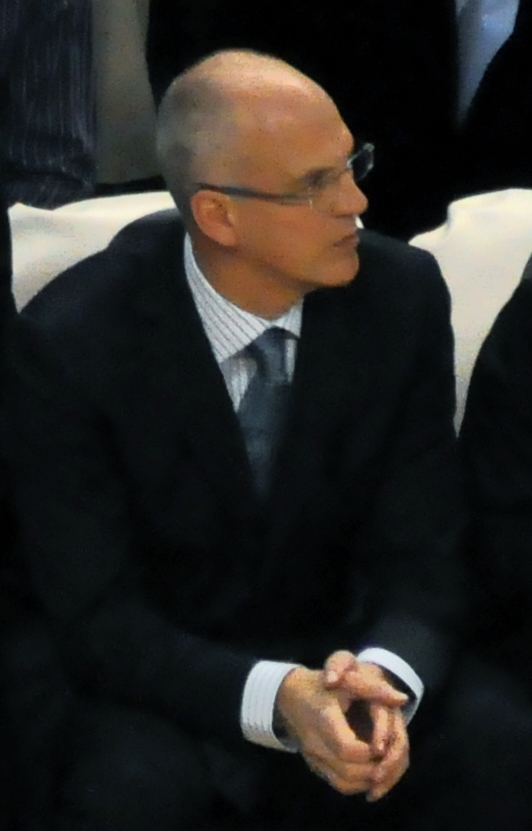
Jay Triano als Trainer der Toronto Raptors im Jahr 2009

Howard James „Jay“ Triano (* 21. September 1958 in Tillsonburg, Ontario) ist ein kanadischer Basketballtrainer und ehemaliger –spieler.

## Laufbahn

### Spieler
Triano wuchs in Niagara Falls auf und besuchte die A.N. Myer Secondary School. Von 1977 bis 1981 spielte er für die Simon Fraser University und stellte elf Hochschulbestmarken auf, darunter für die meisten Punkte (2616), den höchsten Punkteschnitt pro Spiel (22,9) und den Höchstwert in einem Spiel (45 Punkte). 1986 wurde er in die Sportlerruhmeshalle der Hochschule aufgenommen. Die Los Angeles Lakers sicherten sich die Rechte an Triano beim NBA-Draftverfahren 1981 an 179. Stelle, der Kanadier spielte in der Folge aber nicht für die Kalifornier. Ebenfalls 1981 suchten die Calgary Stampeders den vielseitig begabtem Sportler beim Draftverfahren der Canadian Football League aus.
Triano war Spieler der kanadischen Basketballnationalmannschaft und nahm unter anderem an zwei Olympischen Spielen (1984 und 1988) teil. Bei Olympia 1984 führte er Kanadas Auswahl mit 14,6 Punkten je Turnierspiel an und erreichte mit ihr den vierten Platz, beim olympischen Turnier im Jahr 1988 (sechster Platz) lag Triano mit 16 Punkten je Begegnung ebenfalls an der Spitze der kanadischen Korbjägerliste. Er trat mit Kanada des Weiteren bei den Weltmeisterschaften 1978, 1982 und 1988 an. Von 1981 bis 1988 war Triano Spielführer der Nationalmannschaft. Er nahm an den Weltstudentenspielen (Universiade) 1979, 1981, 1983 und 1985 teil, 1983 gewann er Gold und 1985 Bronze. Als Berufsbasketballspieler stand Triano bei Vereinen in Mexiko und in der Türkei (1985/1986 bei Fenerbahçe Istanbul) unter Vertrag.

### Trainer
Von 1988 bis 1995 war Triano Trainer an der Simon Fraser University. Zwischen 1995 und 2001 leitete er die Kommunikationsabteilung der NBA-Mannschaft Vancouver Grizzlies und arbeitete als Basketball-Fachmann für den Fernsehsender TSN. 1993 wurde er Mitglied der Ruhmeshalle des kanadischen Basketballverbands.
2002 wurde er Assistenztrainer bei den Toronto Raptors in der NBA, ab Dezember 2008 war Triano zunächst Übergangscheftrainer der Mannschaft und blieb dann fest im Amt, im Mai 2009 unterschrieb er einen Dreijahresvertrag mit Toronto. Er war erster in Kanada geborener Cheftrainer in der NBA-Geschichte. Neben seinen Aufgaben in der NBA war Triano 1992/93 Assistenztrainer der kanadischen Nationalmannschaft, 1993 Trainer der Juniorennationalmannschaft und von 1998 bis 2004 Cheftrainer der kanadischen Nationalmannschaft, betreute diese unter anderem bei den Olympischen Spielen 2000 und erreichte dort den siebten Platz.
Anfang Juni 2011 kam es zwischen den Toronto Raptors und Triano zur Trennung. Unter seiner Führung kam Toronto zu 87 Siegen und 142 Niederlagen. In der Saison 2011/12 führte er für Toronto Aufgaben in der Spielersichtung aus. Im August 2012 stieß Triano als Assistenztrainer zum Stab der Portland Trail Blazers. Er blieb bis 2016 in Portland im Amt und wechselte im Mai 2016 in den Trainerstab der Phoenix Suns. Im Oktober 2017 übernahm er in Phoenix als Interimstrainer die hauptverantwortliche Mannschaftsleitung. Unter Triano schloss Phoenix die Saison 2017/18 mit 21 Siegen und 61 Niederlagen ab.
Von 2012 bis 2019 war er in einer zweiten Amtszeit Nationaltrainer Kanadas. Im Mai 2018 wurde er Assistenztrainer bei den Charlotte Hornets in der NBA.

## Familie
Trianos jüngerer Bruder Jeff spielte Eishockey und wurde von den Toronto Maple Leafs beim Draftverfahren der National Hockey League ausgewählt, spielte später als Eishockeyprofi unter anderem in Schweden und Österreich. Triano ist der Onkel des Basketballspielers Brady Heslip.